# Philodromus utotchkini
Philodromus utotchkini is een spinnensoort in de taxonomische indeling van de renspinnen (Philodromidae).
Het dier behoort tot het geslacht Philodromus. De wetenschappelijke naam van de soort werd voor het eerst geldig gepubliceerd in 1991 door Yuri M. Marusik.